# HD 108874 b
HD 108874 b é um planeta gasoso, anunciado em 2003, que orbita na zona habitável da estrela HD 108874. Prevê-se que possíveis luas que orbitem o planeta deverão ser ricas em carbono, tendo, portanto, uma composição bastante diferente dos corpos ricos em silicatos presentes no Sistema Solar. O planeta deverá estar em ressonância orbital de 4:1 com a estrela HD 108874 c.

## Descoberta
O planeta joviano HD 108874 b foi descoberto pela equipa norte-americana liderada por Paul Butler, Geoffrey Marcy, Steven Vogt e Debra Fischer. Foram necessárias 20 observações de velocidade radial, obtidas no Observatório WM Keck no Havai entre 1999 e 2002, para detectar o planeta.